# 3 رجال سيئين
3 رجال سيئين (بالإنجليزية: 3 Bad Men) هو فيلم أبيض وأسود غربي أمريكي صامت إنتاج عام 1926 من إخراج جون فورد. والمعروف ببساطة باسم القلعة المخفية في بقية العالم. أطلق عليها بوب ماسترانجيلو لقب "واحدة من أعظم الملاحم الصامتة لجون فورد." من المحتمل أن يكون الفيلم مصدر إلهام أكيرا كوروساوا لفيلم ثلاثة رجال سيئين في قلعة مخفية عام 1958.

## روابط خارجية
- 3 Bad Men (1926) على يوتيوب
- 3 رجال سيئين  في قاعدة بيانات الأفلام على الإنترنت (بالإنجليزية)